# Anetia clarescens
Anetia clarescens är en fjärilsart som beskrevs av Hall 1925. Anetia clarescens ingår i släktet Anetia och familjen praktfjärilar. Inga underarter finns listade i Catalogue of Life.